# Leucopogon hamulosus
Leucopogon hamulosus är en ljungväxtart som beskrevs av E. Prits. Leucopogon hamulosus ingår i släktet Leucopogon och familjen ljungväxter. Inga underarter finns listade i Catalogue of Life.